# Envoltura nuclear

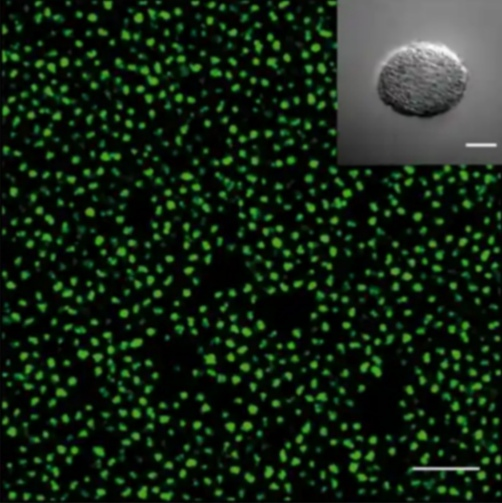
Envoltura nuclear: poros nucleares tenidos en verde. Corresponde al Ovocito en estadio II (arriba derecha). Xenopus.

La envoltura nuclear, membrana nuclear, nucleolema o carioteca, es una estructura de doble unidad de membrana lipídica con poros, que delimita el núcleo característico de las células eucariotas.

La membrana nuclear consta de dos unidades de bicapa lipídica con proteínas: la membrana nuclear interna (Inner Nuclear Membrane (INM), en inglés) y la membrana nuclear externa (Outer Nuclear Membrane (ONM), en inglés) era vista en el pasado como membrana nuclear única y simple. El espacio entre las membranas se llama espacio o #Cisterna perinuclear, mide ~40 nanómetros (nm) de ancho y se continúa con el lumen interior del retículo endoplásmico, del que la envoltura nuclear procede.

La membrana nuclear tiene muchos pequeños orificios llamados  poros nucleares que permiten que las moléculas se muevan hacia dentro y hacia fuera del núcleo. El agua y los solutos se mueven mediante difusión simple, en tanto que las proteínas son  transportadas.

## Estructura
La envoltura nuclear está formada por varios componentes: dos membranas de distinta composición proteica: la membrana nuclear interna (Inner Nuclear Membrane INM en inglés) que separa el nucleoplasma del espacio perinuclear y la membrana nuclear externa  (Outer Nuclear Membrane ONM en inglés) que separa este espacio perinuclear del citoplasma. Entre ambas membranas se delimita el espacio o cisterna perinuclear, que se continúa y forma una unidad con el retículo endoplásmico rugoso. Ambas membranas se fusionan en numerosos lugares, generando poros que están ocupados por grandes canales macromoleculares llamados Complejo del poro nuclear (en inglés NPC).

### Membrana nuclear interna
La membrana nuclear interna (INM) de la envoltura nuclear, es la  unidad de membrana bañada y tapizada por el nucleoplasma y el contenido del núcleo en su cara interna, y por el contenido de la cisterna nuclear en su otra cara.

La cara nucleoplásmica de la membrana nuclear interna se encuentra  recubierta por una estructura en red, parte del citoesqueleto, de filamentos intermedios llamada lámina nuclear, hecha de proteínas llamadas laminas A, B y C.

### Cisterna perinuclear
La cisterna o espacio perinuclear (peri-nuclear space PNS en inglés) es un espacio de 30-50 nanómetros (nm) de ancho, que está delimitada entre la membrana nuclear interna (MNI) y la #Membrana nuclear externa (MNE). 
Esta cisterna nuclear se ve interrumpida solamente en lugares determinados que son los complejos de #Poros nucleares (NPC), puntos discretos donde ambas membranas se curvan y fusionan, que adoptan un aspecto de columnas cortas. 
El espacio intracisternal nuclear es continuo con el interior del retículo endoplásmico, tomados en conjunto pueden comprender más del 10% del volumen celular total.

El tamaño del espacio perinuclear, puede variar ampliamente según las fuerzas osmóticas y mecánicas del núcleo. Debido a que las membranas están conectadas en muchos puntos, la tensión de la ONM se transmite a la INM. 
Incluso con la interconexión de las membranas contiguas, el espacio perinuclear puede agrandarse si las proteínas estabilizadoras atraviesan el espacio. 
El espacio perinuclear, tiene su estructura establecida y mantenida debido a un conjunto de proteínas de la membrana nuclear interna (INM), que se asocian a estructuras reticulares intranucleares, como la lámina nuclear o la cromatina.
La familia de proteínas nesprinas de la membrana externa, se unen dentro del espacio perinuclear a los dominios luminales de las proteínas integrales de la membrana nuclear interna.
Las proteínas transmembrana que se producen y modifican en el retículo endoplásmico, pueden translocarse a través del continuo de membrana retículo endoplásmico-membrana nuclear externa (ER-ONM) y continuar su desplazamiento incluso hasta la INM. La interconexión ER-ONM-INM facilita la localización rápida y precisa de las proteínas transmembrana nucleares.

### Membrana nuclear externa
La membrana nuclear externa (ONM) de la envoltura nuclear, es la  unidad de membrana que está bañada por el citoplasma en su cara externa, mientras su otra cara limita la cisterna nuclear.

Esta membrana se encuentra "enriquecida" por unas proteínas especializadas, involucradas en el anclaje del núcleo al citosqueleto.
La superficie citoplásmica de esta cara, está rodeada por una red laxa y delgada de filamentos intermedios de citoesqueleto, llamada vimentina. Suele poseer ribosomas y se continúa con la membrana del retículo endoplásmico rugoso (RER).

### Poros nucleares
La presencia de perforaciones pequeñas y discretas sobre la envoltura nuclear (NE),  es característico de todos los eucariotas. Estos poros nucleares o  complejos del poro nuclear (NPC), son en realidad complicadas estructuras macromoleculares, y no simples perforaciones que permiten el pasaje de agua y sustancias.

### Forma

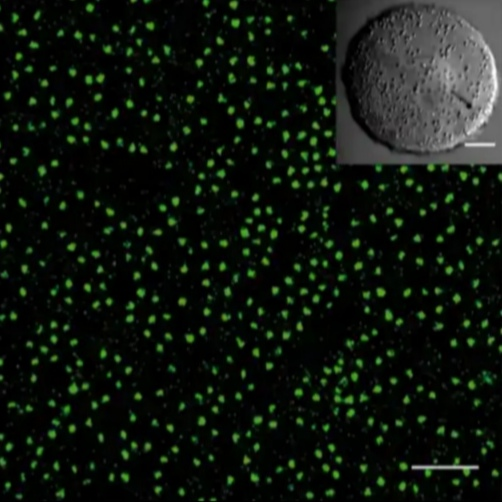
Envoltura nuclear, poros nucleares teñidos en verde. estructura de celosía cuadrada. Ovocito estadio IV, Xenopus.

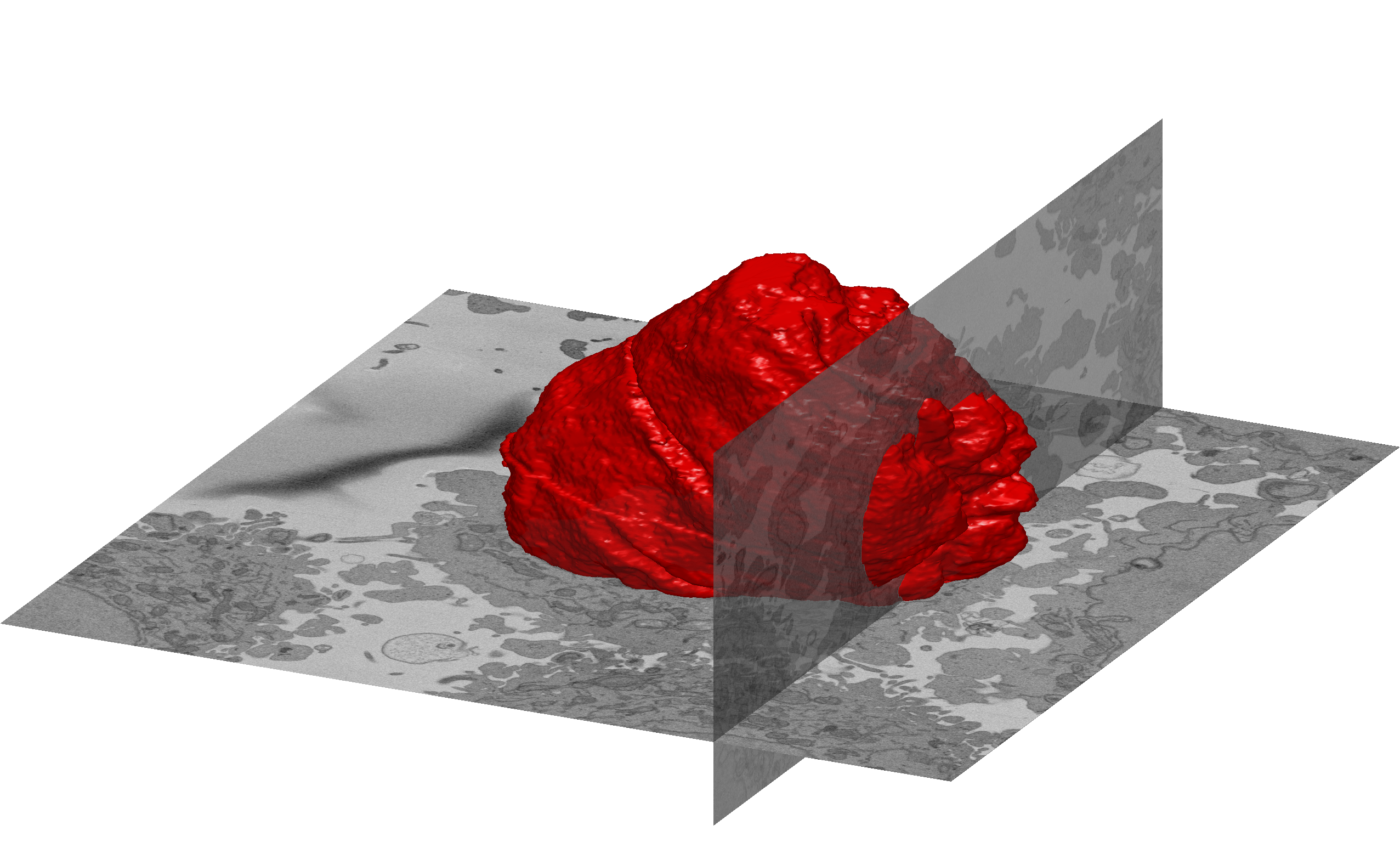
Envolvente de la membrana nuclear de una célula cancerosa HeLa. La superficie en rojo representa la mitad superior del núcleo.

La estructura de la envoltura nuclear (EN) del ovocito de Xenopus, en etapa temprana 
de su desarrollo, muestra poros dispersos y algunos espacios libres. 
En etapa avanzada, la EN presenta una mezcla de dominios reticulares amorfos y cuadrados. Los poros nucleares se organizan y forman nanodominios sobre la EN, con una estructura de celosía cuadrada.
La membrana nuclear de las células cancerosas HeLa, tiene una forma compleja con depresiones, invaginaciones y superficie irregular. Para observar estos detalles es necesario utillzar instrumentos de gran resolución como el microscopio electrónico.

## Función
La función primaria de la envoltura nuclear, es mantener una separación entre el nucleoplasma o contenido del núcleo y el citoplasma de la célula.

La envoltura nuclear principalmente delimita dos compartimentos funcionales dentro de la célula misma: el compartimento de transcripción de ADN en ARN (dentro del núcleo), y el compartimento de traducción de ARN en proteína (en el citoplasma).
La envoltura nuclear aparece atravesada de manera regular por perforaciones, los poros nucleares. Estos poros no son simples orificios, sino estructuras complejas acompañadas de una armazón de proteínas (por ejemplo: nucleoporina), que regulan los intercambios entre el núcleo y el citoplasma. Se llama complejo del poro nuclear (NPC) a cada una de esas puertas de comunicación. Por estos salen las moléculas de ARN producidas por la transcripción, que deben ser leídas en los ribosomas del citoplasma. Por ahí salen también los complejos de ARN y proteínas a partir de los cuales se ensamblan los ribosomas en el citoplasma. Por los poros entran al núcleo las proteínas, fabricadas en el citoplasma por los ribosomas, que cumplen su papel dentro del núcleo de la célula.

## Dinámica

### Cambios en la estructura durante la mitosis
En las células con mitosis abierta, la envoltura nuclear (EN) se rompe al principio de la mitosis, para permitir el intercambio libre entre el núcleo y el citoplasma, para volver a formarse luego alrededor de dos núcleos hijos al terminar la división.

La rotura de la envoltura nuclear es un proceso cuidadosamente orquestado, que comienza durante la profase. Los componentes del poro nuclear se disocian del poro, la lámina nuclear se despolimeriza y las proteínas de la envoltura nuclear unidas a la membrana se retraen hacia el RE general. Estos eventos liberan los cromosomas de la lámina y de las membranas nucleares, para facilitar la condensación y la segregación de los cromosomas. 

El proceso depende de la alteración de las laminas, las proteínas de la lámina nuclear, por un complejo enzimático.
Cuando el proceso de la mitosis termina, las laminas vuelven a su estado inicial, formándose primero dos láminas nucleares sobre las cuales, por extensión del retículo endoplasmático, terminan por formarse dos envolturas nucleares completas.
En las células con mitosis cerrada, una variante que se observa en muchos protistas, la envoltura nuclear no desaparece durante la mitosis, sino que se estira, estrangulándose, para terminar formando los dos núcleos hijos.